# إدوين أ. كويك
إدوين أ. كويك (بالإنجليزية: Edwin A. Quick) هو مهندس معماري أمريكي، ولد في 24 مايو 1841 في قرية رينبك في الولايات المتحدة، وتوفي في 19 أكتوبر 1913 في يونكيرس في الولايات المتحدة.